# Nephrotoma petiolata
Nephrotoma petiolata är en tvåvingeart som först beskrevs av Pierre Justin Marie Macquart 1838.  
Nephrotoma petiolata ingår i släktet Nephrotoma och familjen storharkrankar. Inga underarter finns listade i Catalogue of Life.